# Synothele houstoni
Synothele houstoni is een spinnensoort uit de familie Barychelidae. De soort komt voor in West-Australië.